# إبراهيم بن المغيرة المروزي

## نسبه
الشيخ المحدث أبو بكر ، محمد بن يحيى بن سليمان المروزي ثم البغدادي .

## حدث عن
سمع عاصم بن علي ، وأبا عبيد القاسم بن سلام ، وعلي بن الجعد ، وخلف بن هشام ، وبشر بن الوليد ، وهو مكثر عن عاصم .

## المحدثين عنه
حدث عنه النجاد ، وأبو بكر الشافعي ، ومخلد الباقرحي ، والطبراني  وابن عبيد العسكري ، وأبو بكر الإسماعيلي ، وآخرون .

## مكانته في الرواية
رأي قال الدارقطني : صدوق .
وقال ابن حبان : إبراهيم بن المغيرة المروزي ختن ابن المبارك 

## وفاته
مات في شوال سنة 298هـ .